# 琉璃色
琉璃色（#c9780c）是一種黃色系的中國傳統顏色。另有一種藍色系的日本傳統顏色也称作琉璃色（#1F4788）。
「琉璃色」(るりいろ，ruriiro)，是帶有深紫色調的亮藍色；琉璃色出現在自然界的許多地方，如：天空、大海、花和鳥；在日本，人們也將藍色玻璃的色澤形容為琉璃色。
「琉璃」在佛教中，是須彌山的藍色寶石，也是佛教「七寶」之一，琉璃色因此被視為最高級的藍。按現代考古學家的推測，古時的琉璃應該是青金石；因此，「琉璃」也是青金石的日文譯名。
基督教把琉璃色稱為「聖母瑪莉亞藍」，是至高無上的神聖顏色；因為藝術家在描繪壁畫時，總是用青金石的藍為聖母瑪莉亞的衣服塗色。